# イタリア学派 (ギリシア哲学)

マグナ・グラエキアの地図。
エレア (エレア派の拠点) - イタリア半島西部「足首」の部分。
クロトン (ピュタゴラス派の拠点) - 半島南東部「足の裏」の部分。
アクラガス (エンペドクレスの拠点) - シチリア島南西部。

イタリア学派（イタリアがくは、Italian school）とは、イタリア半島南部（マグナ・グラエキア）を拠点としたギリシア哲学一派の総称。主として、ピュタゴラス学派やエレア派やエンペドクレスを総称してこう呼ぶ。
ディオゲネス・ラエルティオスは『ギリシア哲学者列伝』の序論で、ギリシア哲学の系譜をイオニア学派とこのイタリア学派の2つに大別した。この2派は、地理的な違いだけではなく、イオニア学派が専ら感覚に依拠する「自然哲学」なのに対して、イタリア学派は専ら数学や論理に依拠する「数理哲学」「論理哲学」であるという点でも、性格を異にする。（なお、ディオゲネス・ラエルティオスもその直後に述べているように、ここに第3の哲学として「道徳哲学（倫理学）（及び、政治哲学（政治学））」を持ち込んだのがソクラテスである。）